# Arthur Midy
Pour les articles homonymes, voir Midy.
Arthur Midy, né le 18 mars 1877 à Saint-Quentin, mort le 8 mars 1944 au Faouët, est un peintre français.

## Biographie
Arthur Midy suit une formation artistique à l'Académie Julian à Paris. Il découvre Le Faouët en 1905. Durant l'entre-deux-guerres, il étend son inspiration au Finistère et à tout l'Ouest du Morbihan. Son ami Henri Alphonse Barnoin le rejoint au Faouët. Il participe aux expositions du Salon des artistes français de 1897 à 1928 et il reçoit en 1914 une médaille d'argent. Il voyage aussi dans le Nord de l'Italie
Il est assassiné par des résistants en 1944 car il était marié avec une Allemande et s'affichait ouvertement avec des Allemands des troupes d'occupation. « Lundi 13 mars 1944. - Terrorisme et banditisme. Près de Lorient, un peintre connu, Arthur Midy, est assassiné ainsi que sa femme. »

« Quelques éléments du rapport des RG au lendemain de l'attentat :

– meilleurs relations entre les Midy et les Séau  ;

– marché noir avec les troupes d'occupation pour Séau ;

– esprit collaborationniste et mauvaise considération pour les Midy; 

– dénonciation pour tous. (...)

Très tôt, la maison Midy est apparue aux yeux de la population comme une maison particulièrement accueillante, non seulement aux officiers en garnison au Faouët, mais à ceux de tout le secteur. (...) les restrictions n'ont pas cours chez les Midy (...) Arthur Midy en rajoute en exposant dans son atelier un tableau représentant un officier allemand (...) ses affaires prospèrent depuis que les Allemands sont là (...) le « magot » qu'il a fait mettre en sécurité chez le greffier de paix de la localité paraît confirmer la soudaine prospérité de son commerce de toiles (...). Très tôt, ce couple apparaît aux Faouétais comme adepte convaincu de l'ordre nouveau. (..) par exemple le mot d'ordre de la BBC demandant aux Français de rester chez eux le jour de l'an 1941(...). Il n'y a qu'un homme à emprunter à cette heure-là les rues désertes du Faouët : Arthur Midy. (...) Le temps est venu où l'on ne plaisante pas avec ce genre de choses. Comme publiquement souhaiter la victoire de l'Allemagne et se vanter de mettre en prison qui il veut. Non significatifs pris isolément, ces gestes, ces paroles, ces actes font naître la certitude que ce couple est potentiellement un couple de collaborateurs. »

## Collections publiques
- Musée des beaux-arts de Quimper :
  - Le Vieux Buveur[5].
  - La Fontaine Sainte-Barbe au Faouët
- Musée du Faouët :
  - Famille bretonne dans la chapelle Saint-Fiacre, Le Faouët (1912 environ, huile sur toile, musée du Faouët).
  - Intérieur de la chapelle Saint-Fiacre, Le Faouët (non daté, huile sur toile, Musée du Faouët).
  - Effet du soleil, un jour de foire [au Faouët] (vers 1913, huile sur toile)
  - Vieux Breton place des halles Le Faouët.
  - Réparation du toit de la chapelle Saint-Fiacre.
  - Femmes au marché du Faouët.
  - Vieille femme à la chapelle Saint-Fiacre au Faouët (vers 1938, musée du Faouët).
  - Famille bretonne dans la chapelle Saint-Fiacre, Le Faouët (non daté, huile sur toile, musée du Faouët).

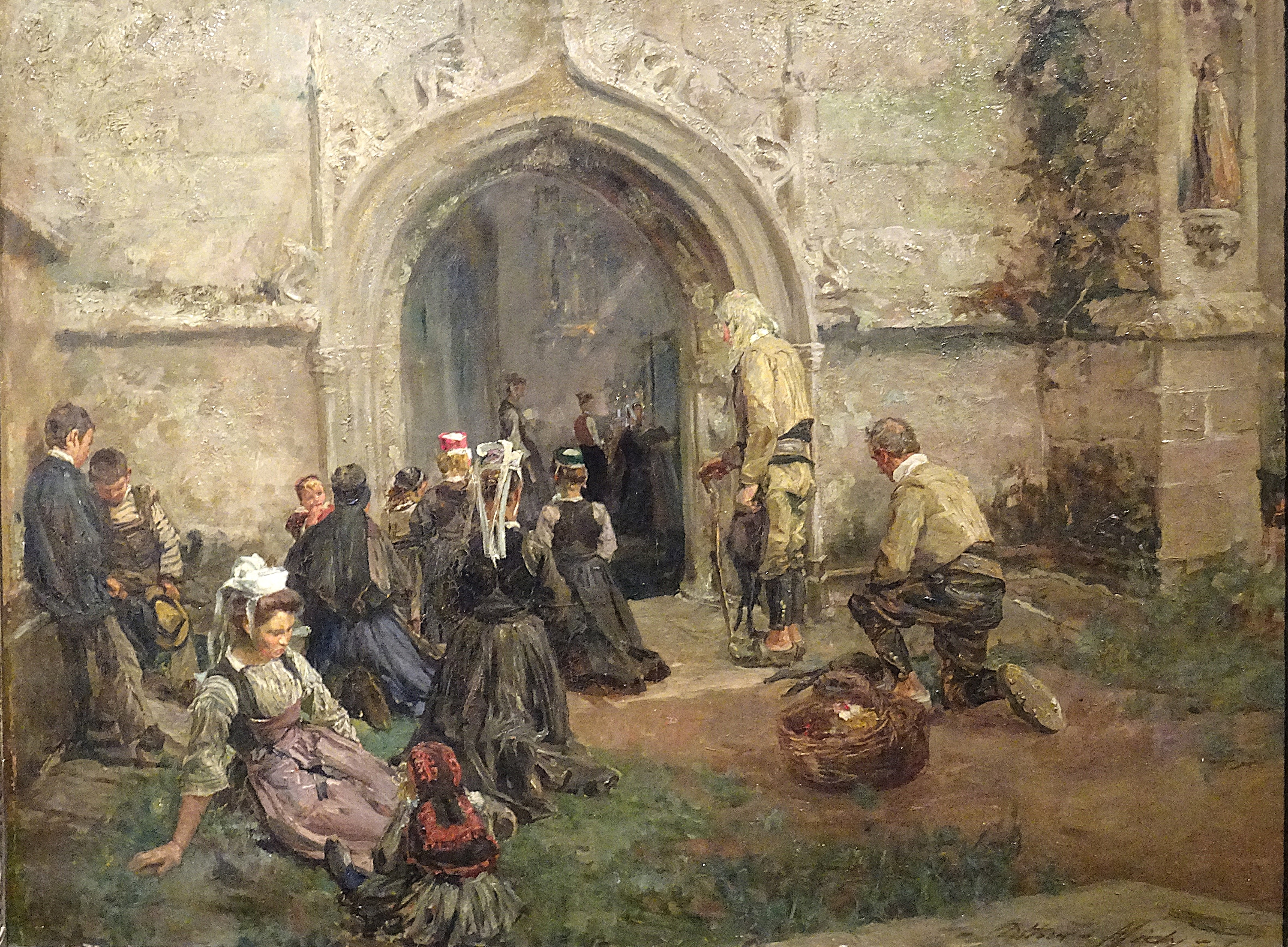
Arthur Midy ː Famille bretonne dans la chapelle Saint-Fiacre, Le Faouët (1912 environ, huile sur toile, musée du Faouët).
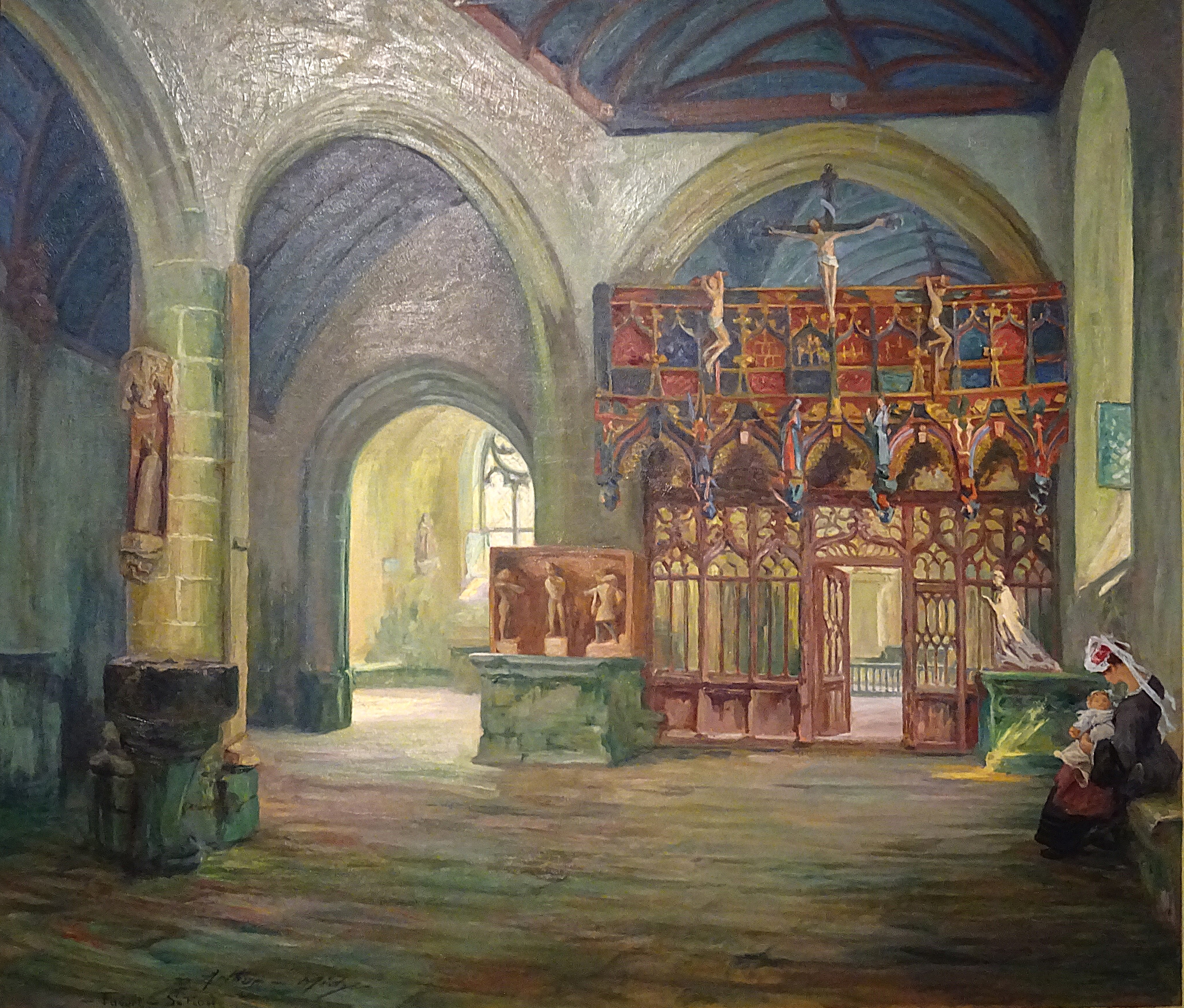
Arthur Midy ː Intérieur de la chapelle Saint-Fiacre, Le Faouët (non daté, huile sur toile, Musée du Faouët).
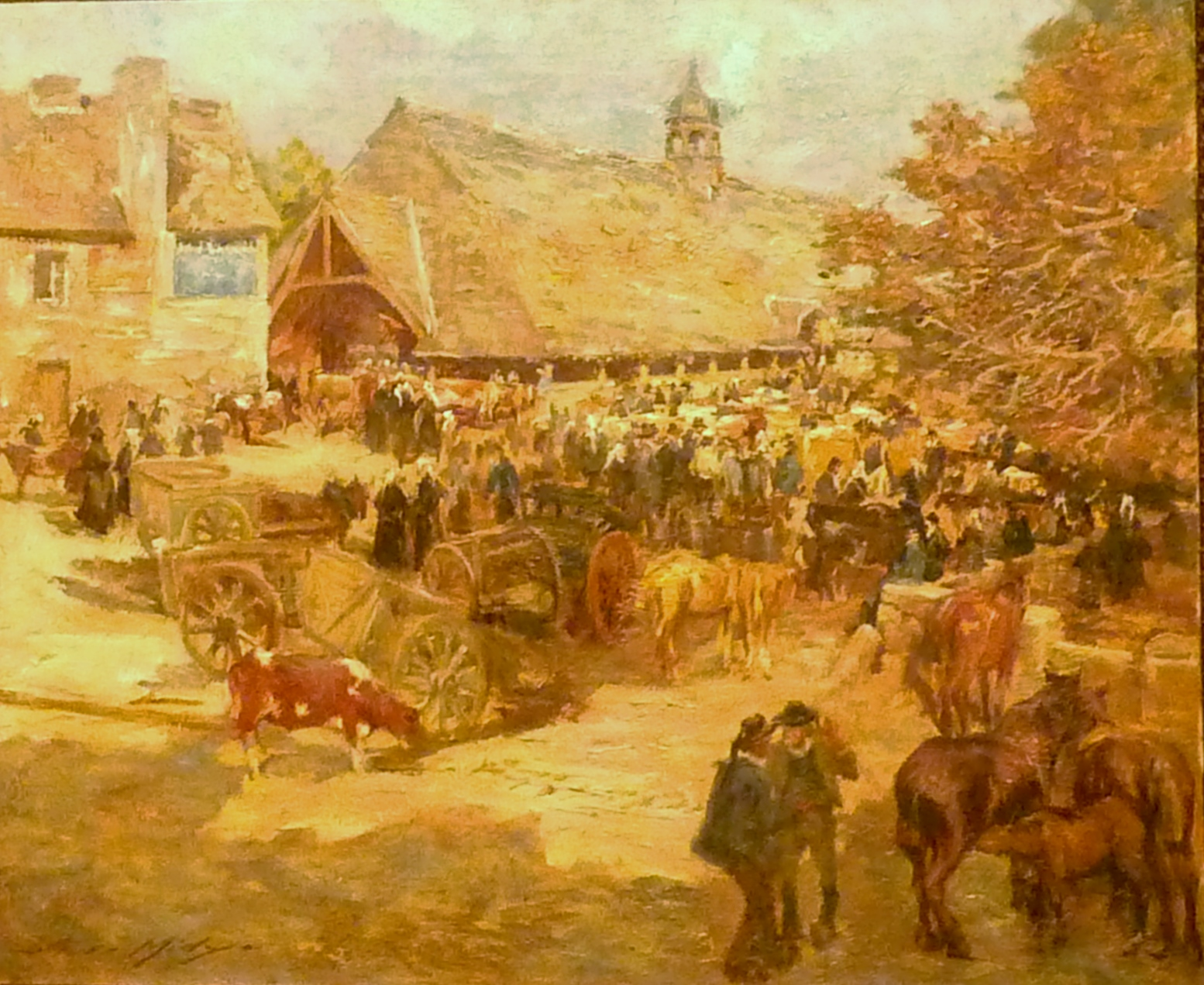
Arthur Midy : Effet du soleil, un jour de foire [au Faouët] (vers 1913, huile sur toile, musée du Faouët)
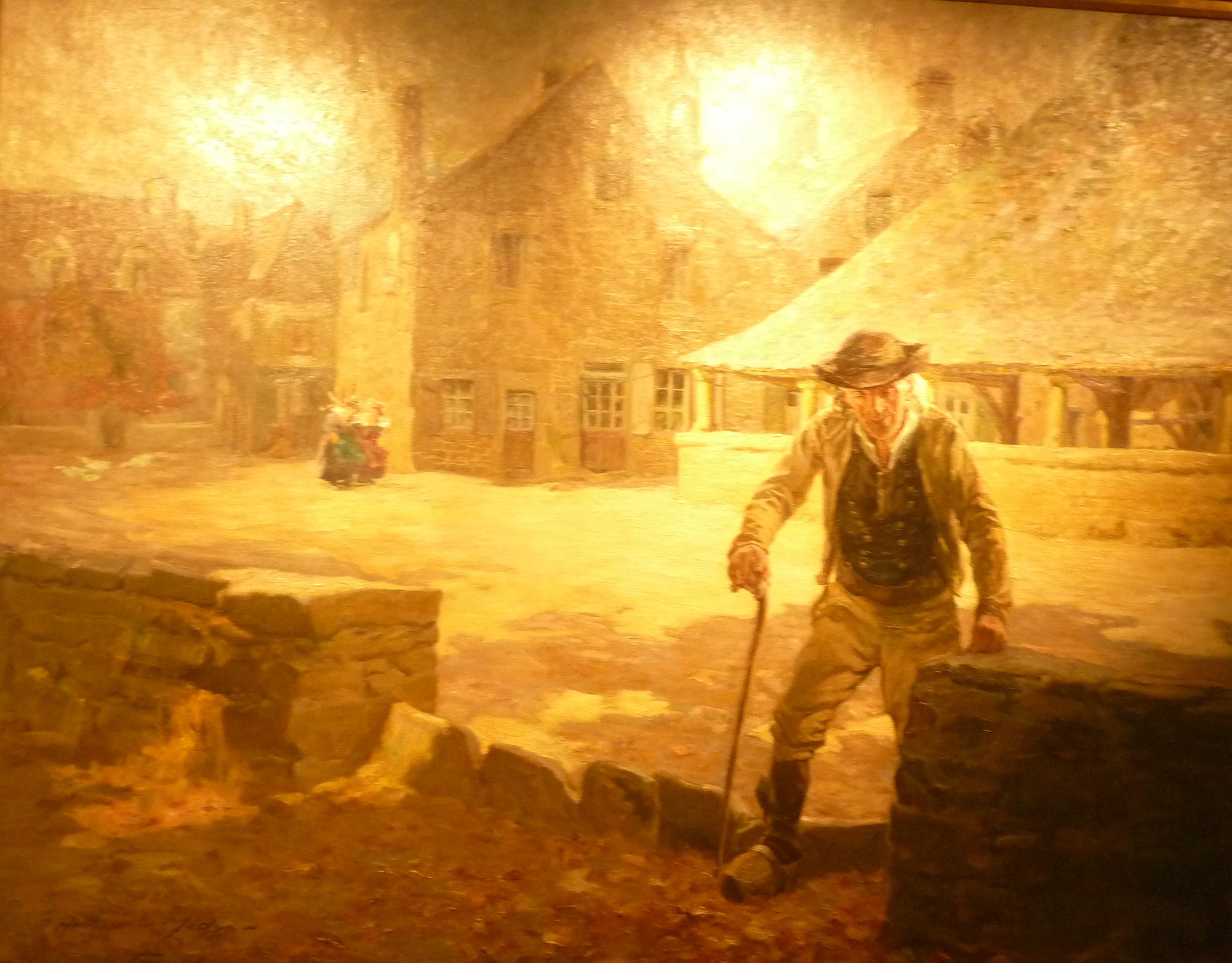
Arthur Midy : Vieux breton Place des Halles Le Faouët (1914, musée du Faouët)
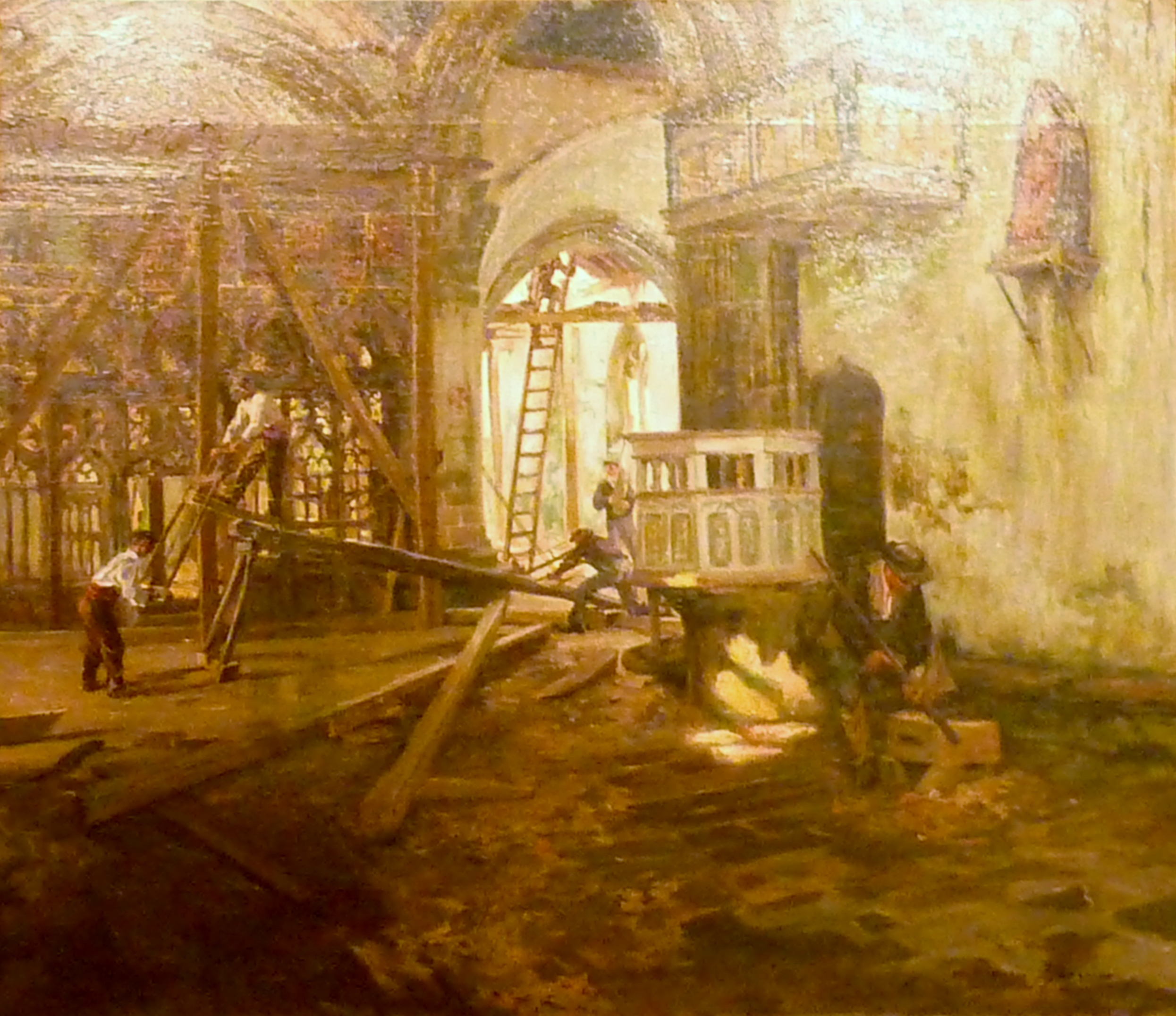
Arthur Midy (1877-1924) : Réparation du toit de la chapelle Saint-Fiacre [au Faouët] (1925, huile sur toile, musée du Faouët)
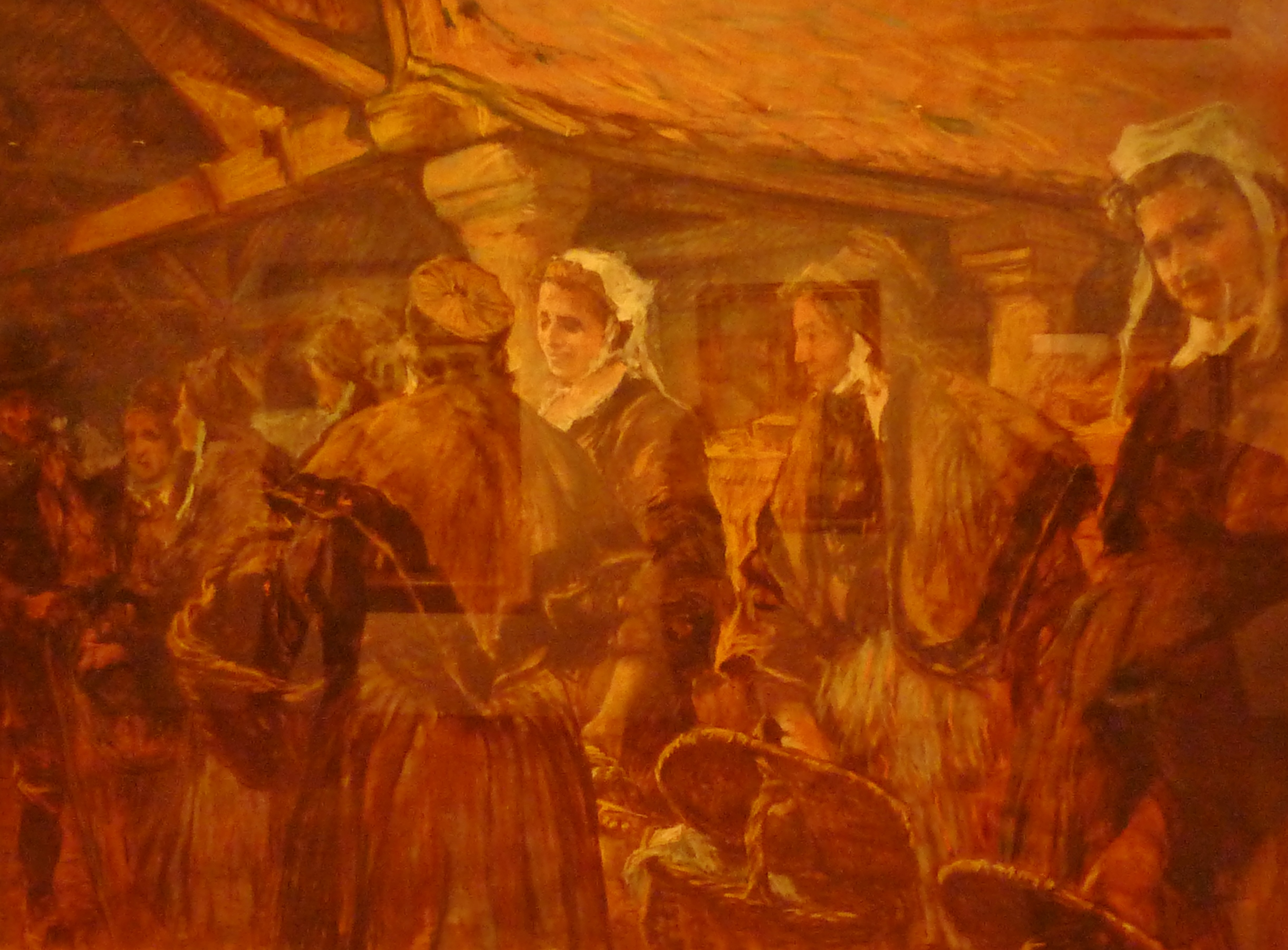
Arthur Midy : Femmes au marché du Faouët (vers 1936, musée du Faouët)
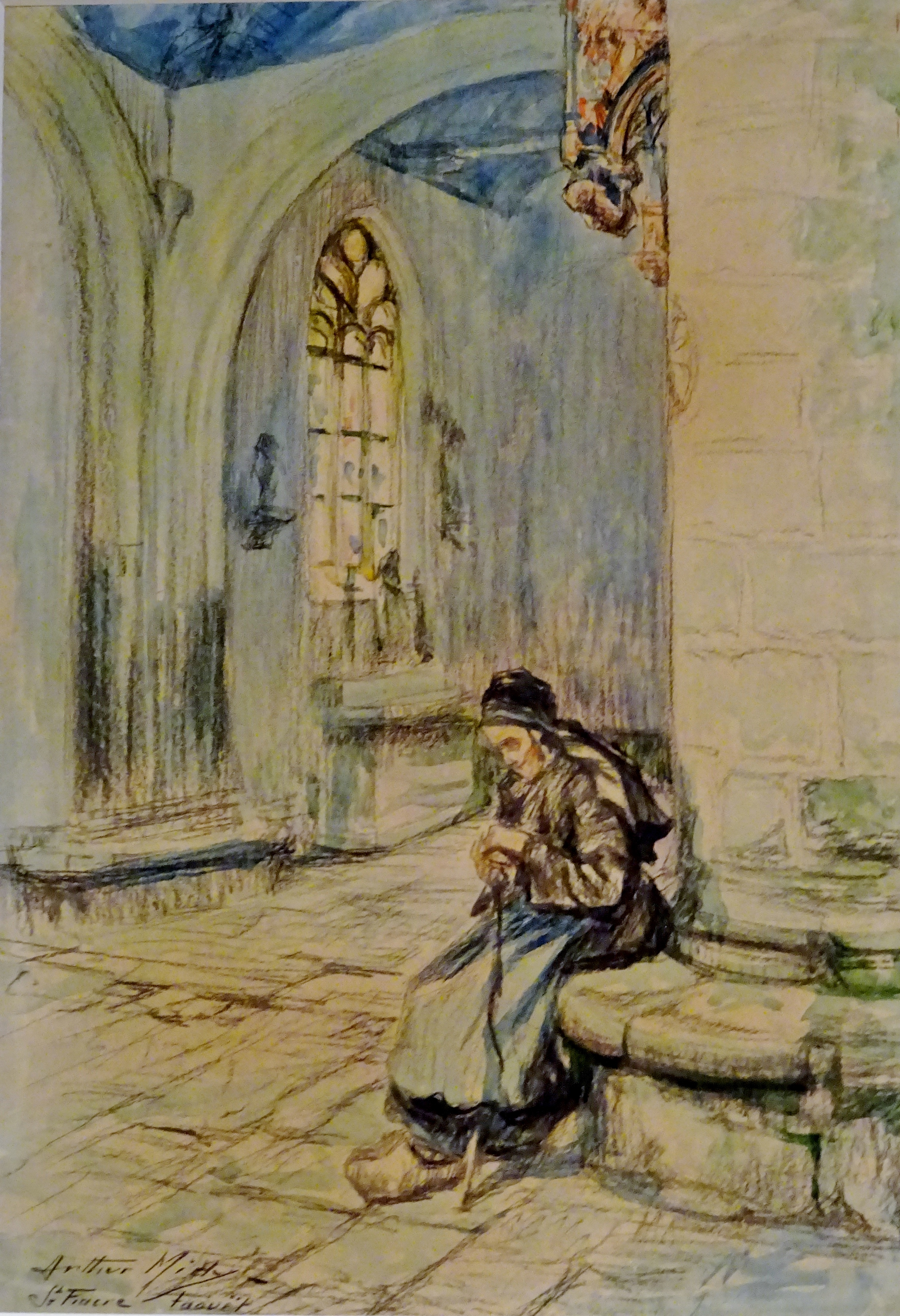
Arthur Midy ː Vieille femme à la chapelle Saint-Fiacre au Faouët (vers 1938, musée du Faouët).
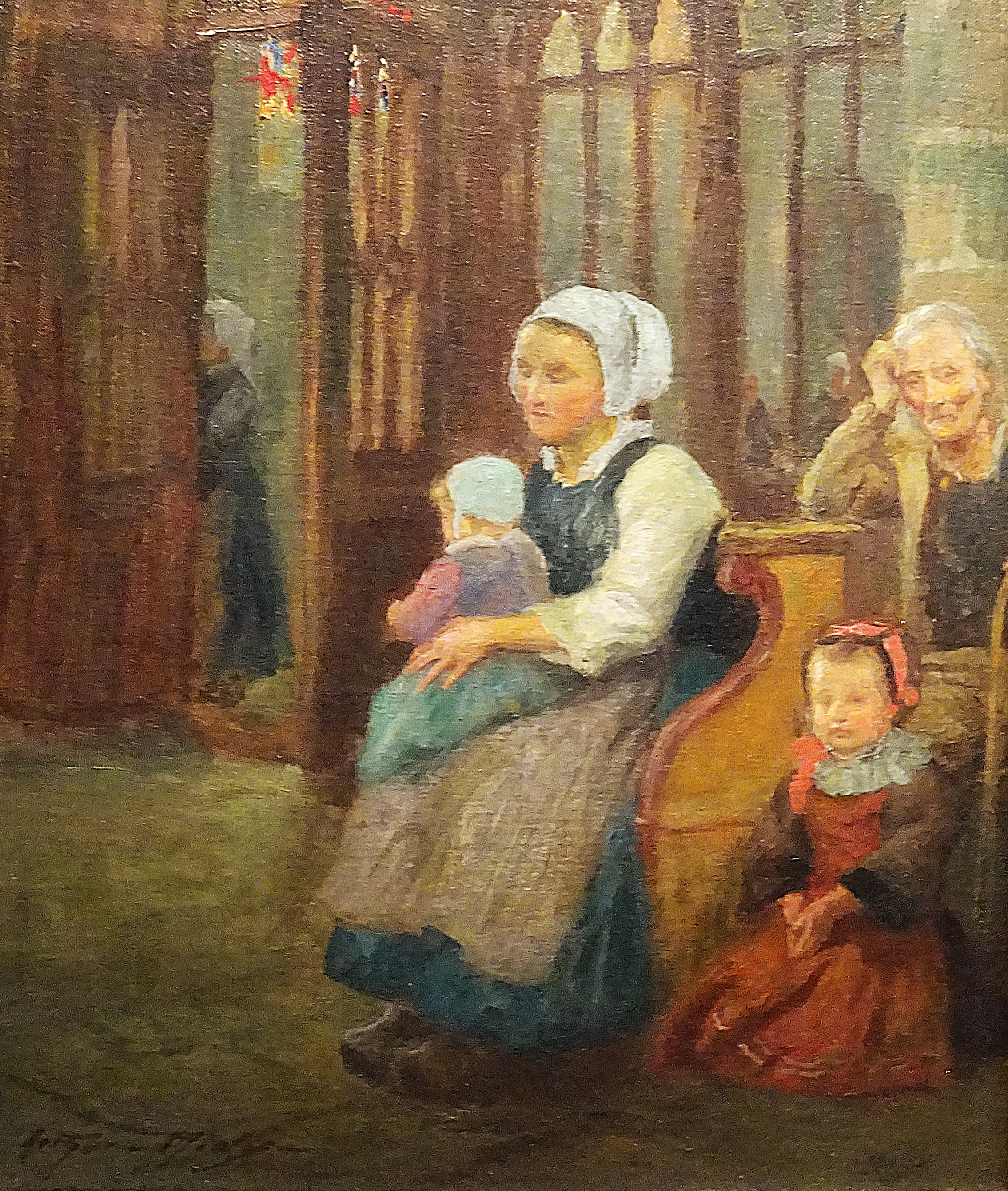
Arthur Midy ː Famille bretonne dans la chapelle Saint-Fiacre, Le Faouët (non daté, huile sur toile, musée du Faouët).
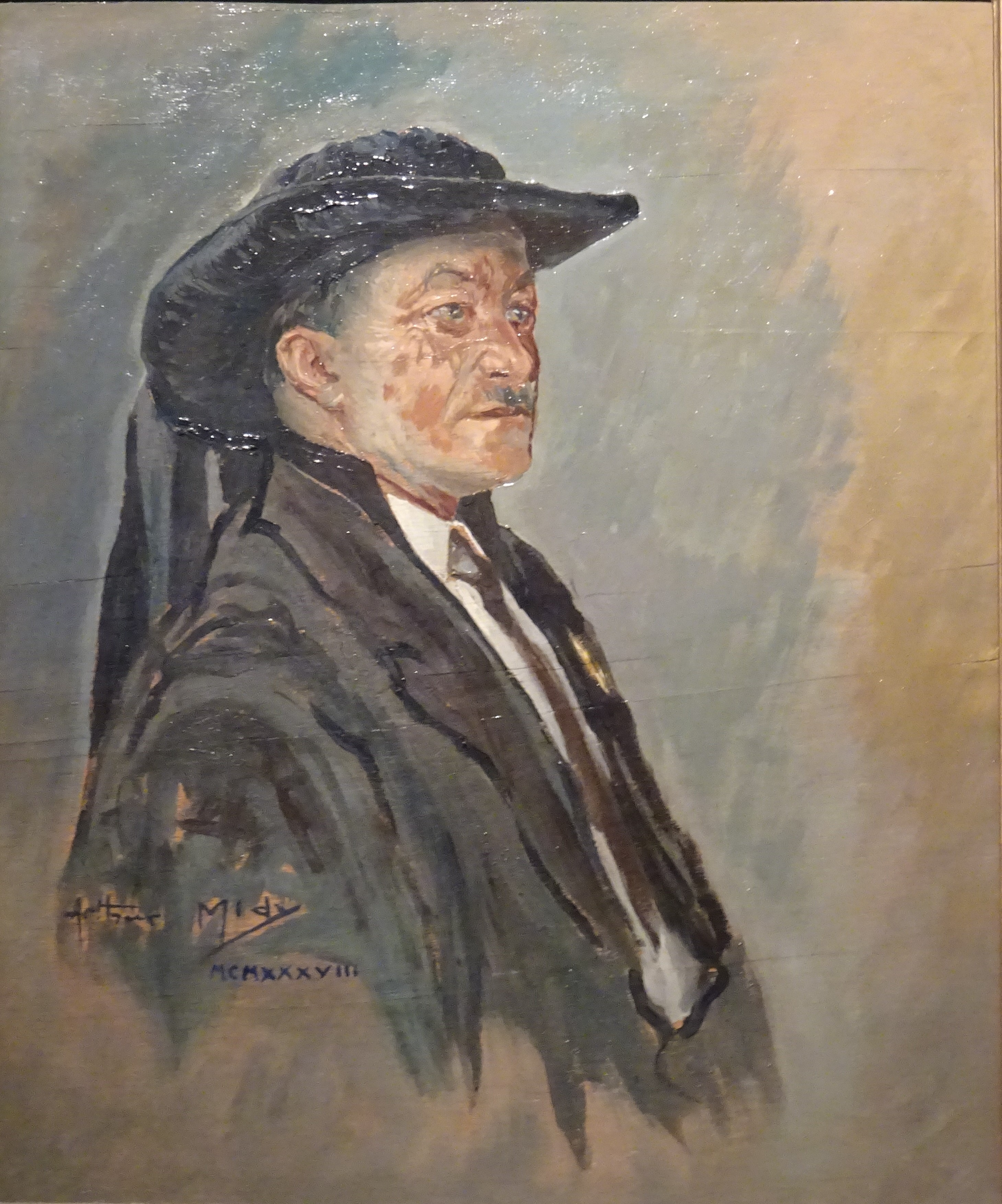
Portrait de Joseph Le Pevedic (1879-1964) [huile sur contreplaqué, 1938].